# لاري إنجلش
لاري إنجلش (بالإنجليزية: Larry English)‏ هو لاعب كرة قدم أمريكية أمريكي، ولد في 22 يناير 1986 في أورورا في الولايات المتحدة.

## وصلات خارجية
- لاري إنجلش على موقع مرجع كرة القدم المحترفة.كوم (الإنجليزية)